# Xã Hopewell, Quận Licking, Ohio
Xã Hopewell (tiếng Anh: Hopewell Township) là một xã thuộc quận Licking, tiểu bang Ohio, Hoa Kỳ. Năm 2010, dân số của xã này là 1.381 người.